# Viacheslav Kuznetsov
Viacheslav Kuznetsov nasceu a 24 de junho de 1989 em Toliatti, é um ciclista profissional russo que actualmente corre para a equipa ProTeam Katusha-Alpecin.
Kuznetsov atingiu o seu pico no profissionalismo em 2013 ao estar no elenco da Katusha. É muito forte nas corridas de um dia.

## Palmarés
2010
- La Côte Picarde

2012
- La Roue Tourangelle
- 1 etapa de Ronde de l'Oise
- 1 etapa de Volta à Búlgaria

## Resultados nas grandes voltas
| Corrida            | 2010 | 2011 | 2012 | 2013 | 2014 | 2015 | 2016 | 2017 | 2018 |
| ------------------ | ---- | ---- | ---- | ---- | ---- | ---- | ---- | ---- | ---- |
| Volta a Itália     | -    | -    | -    | -    | -    | -    | 123º | 132º | 105º |
| Volta a França     | -    | -    | -    | -    | -    | -    | -    | -    | -    |
| Volta a Espanha    | -    | -    | -    | -    | -    | -    | -    | -    | -    |
| Mundial em Estrada | -    | -    | -    | -    | -    | -    | -    | 16º  | -    |

-: não participa

Ab.: abandono

## Equipas
- Itera-Katusha (2010-2012)
- Katusha (2012[1]-)
  - Katusha Team (2012)
  - Katusha (2013)
  - Team Katusha (2014-2016)
  - Team Katusha-Alpecin (2017-2019)
- Gazprom-RusVelo[2]